# Puy de Vichatel
Le puy de Vichatel est un volcan de la chaîne des Puys, dans le Massif central. Il est situé sur la commune d'Aydat, dans le Puy-de-Dôme. Il a fait l'objet d'un aménagement touristique sous la responsabilité du parc naturel régional des Volcans d'Auvergne.

## Géographie

### Localisation
Le puy de Vichatel est situé immédiatement au nord de la D 2089 et domine le col de la Ventouse, qui le sépare du puy de Charmont (1 137 m) au sud. C'est un volcan éteint situé dans la partie méridionale de la chaîne des Puys.

### Topographie
Le sommet du puy de Vichatel est situé à une altitude de 1 095 m et son cratère a une profondeur d'environ 86 mètres ; c'est, avec celui du puy Pariou, l'un des cratères les plus remarquables de la chaîne par sa forme, son ampleur et sa profondeur.

### Géologie
C'est un cône de type strombolien, constitué en deux étapes : d'abord, une explosion a amené la formation d'un cratère (maar), qui s'est rempli d'eau ; ensuite un cône de scories a recouvert le maar.

## Activités

### Exploitation
Le puy de Vichatel est utilisé pour le pâturage des moutons. Cette activité a été favorisée par l'aménagement récent.

### Tourisme
Le site a été aménagé par le parc naturel régional des Volcans d'Auvergne, propriétaire du foncier, pour offrir une alternative à la randonnée vers le Pariou ; en effet, ce dernier connaît une surfréquentation qui aggrave l'érosion de ses sols fragiles. Or, le Vichatel possède le deuxième cratère de la chaîne des puys par sa profondeur, après le Pariou. L'aménagement a porté principalement sur le chemin d'accès au sommet : tressage en perches de châtaignier pour baliser les cheminements, gabions de rondins d'épicéa pour soutenir les talus.
Le chemin part du col de la Ventouse, au sud-est, fait le tour du cratère par le sud et redescend vers le sud-ouest ; de là, il est possible de rejoindre le château de Montlosier, siège du Parc. La montée se fait pour l'essentiel en sous-bois. Un sentier permet de descendre dans le cratère.
Le trajet offre des vues sur le puy de la Vache et le puy de Lassolas, au nord, ainsi que sur le puy de Sancy, au sud-ouest, et le lac d'Aydat, au sud-est.
L'itinéraire combiné à cet endroit du GR 4 et du GR 441 passe au pied du puy, côté est.